# IAM Excelsior
IAM Excelsior was een Zwitserse wielerploeg die bestond tussen 2017 en 2019. In 2019 had de ploeg een continentale status van de UCI.

## Achtergrond
De professionele wielerploeg vloeide voort uit de amateurploeg van Vélo-Club Excelsior Martigny. In 2018 en 2019 wisten zij IAM als hoofdsponsor aan te trekken van de ploeg. Na 2019 kon de ploeg geen sponsor meer vinden waardoor het ophield te bestaan. Namens de ploeg wisten enkel Giacomo Ballabio, Fabian Lienhard en Simon Pellaud op professioneel niveau overwinningen te behalen.
De in 2023 overleden Gino Mäder reed in het seizoen van 2018 bij de ploeg.

## Bekende ex-renners
| Naam              | Jaren     |
| ----------------- | --------- |
| Giacomo Ballabio  | 2018-2019 |
| Corey Davis       | 2019      |
| Antoine Debons    | 2018-2019 |
| Fabian Lienhard   | 2019      |
| Gino Mäder        | 2018      |
| Dylan Page        | 2019      |
| Simon Pellaud     | 2019      |
| Valère Thiébaud   | 2018      |
| Cyrille Thièry    | 2018      |
| Samuele Zoccarato | 2019      |

## Overwinningen
2018
3e etappe Olympia's Tour: Giacomo Ballabio
2019
1e etappe Ronde van Loir-et-Cher: Simon Pellaud
2e etappe Ronde van Loir-et-Cher: Fabian Lienhard
Ardense Pijl: Simon Pellaud
Eindklassement Ronde van de Mirabelle: Simon Pellaud